# آبشار ورچر

نمایی از آبشار ورچر

ورچر آبشاری در نزدیکی روستای رزجرد و از  جاذبه‌های گردشگری قزوین است. این آبشار  در ۶ کیلومتری شرق روستای رزجرد قرار دارد. ارتفاع این آبشار به بیش از ۳۰ متر می رسد و محصور شدن آن در بین صخره های عظیم ، زیبایی خاصی به این آبشار بخشیده است. از گونه‌های گیاهی منطقه می‌توان به بید و ون اشاره کرد.
چر (čor) در زبان تاتی (گویش ززی‌یردی) یعنی آبشار و ورچر (varčor) به معنای کنار آبشار است. پس نام این آبشار از زبان تاتی (زبان مردم منطقه) گرفته شده است.